# فلاديمير كروز
فلاديمير كروز (بالإسبانية: Vladimir Cruz)‏ هو كاتب سيناريو وممثل إسباني وكوبي، ولد في 26 يوليو 1965 في كوبا.

## أعمال

### أفلام
- (2008) تشي[2]

## وصلات خارجية
- فلاديمير كروز على موقع IMDb (الإنجليزية)
- فلاديمير كروز على موقع ألو سيني (الفرنسية)
- فلاديمير كروز على موقع أول موفي (الإنجليزية)
- فلاديمير كروز على موقع قاعدة بيانات الأفلام السويدية (السويدية)
- فلاديمير كروز على موقع قاعدة بيانات الفيلم (الإنجليزية)
- فلاديمير كروز على موقع كينوبويسك (الروسية)